# Comté d'Aitkin
Pour les articles homonymes, voir Aitkin.
Le comté d’Aitkin (en anglais [ˈeɪkɪn]) est situé dans l’État du Minnesota, aux États-Unis. Il comptait 16 202 habitants en 2010. Son siège est Aitkin.
Il contient une partie de la Réserve indienne de Mille Lacs.

## Géographie
Le comté est traversé par le fleuve Mississippi. Celui-ci y baigne les villes de Palisade et Aitkin, ainsi que le Secteur non constitué en municipalité de Jacobson.

## Aires protégées
- Savanna State Forest